# La Danseuse du Caire
Pour plus de détails, voir Fiche technique et Distribution.
La Danseuse du Caire (titre original : A Cafe in Cairo) est un film muet américain réalisé par Chester Withey et sorti en 1924.

## Synopsis
Une jeune fille blanche élevée par une famille arabe est promise en mariage à un cheikh. Il la persuade de voler des documents importants à un agent secret britannique mais elle et l'agent tombent amoureux. Elle refuse alors de voler les documents et ils finissent par disparaître. Le cheik entre en colère contre sa trahison et se lance à leur poursuite.

## Fiche technique
- Titre : La Danseuse du Caire
- Titre original : A Cafe in Cairo
- Réalisation : Chester Withey
- Scénario : Harvey Gates, d'après la nouvelle d'Izola Forrester
- Photographie : Sol Polito
- Montage : Harry L. Decker
- Producteur : Hunt Stromberg, Charles R. Rogers
- Société de production : Hunt Stromberg Productions
- Société de distribution : Producers Distributing Corporation
- Pays d'origine :  États-Unis
- Langue : film muet avec les intertitres en anglais
- Format : Noir et blanc — 35 mm — 1,33:1 — Muet
- Genre : Film dramatique
- Durée : 60 minutes
- Dates de sortie : 
  - États-Unis : 7 décembre 1924
  - Finlande : 10 janvier 1926

## Distribution
- Priscilla Dean : Naida
- Robert Ellis : Barry Braxton
- Carl Stockdale : Jaradi
- Evelyn Selbie : Batooka
- Harry Woods : Kali
- John Steppling : Tom Hays
- Marie Crisp : Rosamond
- Carmen Phillips : Gaza
- Larry Steers : Colonel Alastair-Ker
- Ruth King : Evelyn
- Vicente Oroná : Sadek